# Letidor
Letidor («Летидо́р») — российское интернет-издание для родителей, специализирующееся на публикации статей по психологии, образованию и здоровью. Входит в Rambler Group.

## История
Letidor появился в 2011 году как сообщество в «Живом Журнале», посвященное семье, а в 2012 году переехал на отдельный домен — letidor.ru. Название «Letidor» (слово «родитель», написанное наоборот на латинице) придумали студенты одного из вузов Москвы.
В 2013 году сайт letidor.ru победил в номинации «Проект/ start up» первой профессиональной премии в сфере товаров и услуг для детей «Старт Ап».
В ноябре 2013 года Letidor был признан лауреатом «Премии Рунета» в номинации «Безопасный Рунет».
В сентябре 2015 года проект Letidor был переименован в Рамблер/семья, но через год было принято решение вернуться к прежнему названию.
В августе 2016 года главным редактором Letidor была назначена Ксения Краснова.

## Главные редакторы
- Алексей (Лёха) Андреев (2012—2013)
- Светлана Фомина (2014)
- Ольга Жукова (2015)
- Юлия Лахметкина (руководитель Рамблер/семья, 2015—2016)
- Ксения Краснова (августа 2016 — наст. время)